# Odontoptila siculodaria
Odontoptila siculodaria är en fjärilsart som beskrevs av William Schaus 1901. Odontoptila siculodaria ingår i släktet Odontoptila och familjen mätare. Inga underarter finns listade i Catalogue of Life.